# Чилийски четинест броненосец
Чилийският четинест броненосец (Chaetophractus nationi) е вид бозайник от семейство Броненосцови (Dasypodidae). Видът е уязвим и сериозно застрашен от изчезване.

## Разпространение и местообитание
Разпространен е в Аржентина (Катамарка, Салта, Сан Салвадор де Хухуй и Тукуман), Боливия, Перу и Чили (Антофагаста и Тарапака).
Обитава планини, възвишения и ливади в райони с умерен климат.

## Описание
Теглото им е около 2,1 kg. Имат телесна температура около 35,5 °C.
Популацията на вида е намаляваща.